# Madagascarchaea
Madagascarchaea – rodzaj pająków z rodziny Archaeidae. Występuje endemicznie w krainie madagaskarskiej. Obejmuje 18 opisanych dotąd gatunków.

## Morfologia
Pająki te osiągają od 1,46 do 2,87 mm długości ciała. Ubarwienie karapaksu i sternum jest rudobrązowe. Na karapaksie występują rozgałęziające się szeregi białych, umieszczonych na małych wzgórkach szczecinek. Część głowowa karapaksu jest wydłużona ku górze i niżej przewężona, przypominając głowę na długiej szyi. Na szczycie głowy leży sześć wypustek (po parze przednich, bocznych i tylnych), zaopatrzonych w pojedyncze niewielkie kolce i formujących wraz z nimi koronę – cecha ta wyróżnia Madagascarchaea na tle całej rodziny. Na przedzie szyjowatego przewężenia występuje szczelina, biegnąca od nasad szczękoczułków do wargi górnej. Środkowe pary oczu rozmieszczone są na planie szerszego z przodu trapezu. Oczy przednio-boczne stykają się z tylno-bocznymi. W pobliżu oczu tylno-środkowych i bocznych leży krótki kolec. Sternum jest dłuższe niż szerokie i powykrawane wokół bioder, porośnięte białymi szczecinkami poosadzanymi na guzkach. Endyty są zbieżne i zaopatrzone w spiczastą serrulę. Przy nasadach szczękoczułków występuje para małych, okrągławych sklerytów, a między szczękoczułkami jeden skleryt trójkątny. Szczękoczułki mają na przedzie guzek ze skierowaną ku dołowi i pogrubioną szczecinką, a na bokach listewki służące strydulacji wraz z włoskami na przednio-bocznych częściach nogogłaszczków. Odnóża kroczne są jasnobrązowe do rudobrązowych, porośnięte rzadko rozmieszczonymi szczecinkami. Kolejność par odnóży od najdłuższej do najkrótszej to: I, II, IV, III. Uda ostatniej pary są wyraźnie zakrzywione. Na spodach nadstopi dwóch ostatnich par występują grupki zmodyfikowanych szczecinek.
Opistosoma może być z tyłu zaokrąglona, spłaszczona lub wklęśnięta. Oprócz szczecinek grubych i białych mogą na niej występować cieńsze szczecinki czarne. Płytka płciowa i wieczka płuc książkowych są płaskie i zesklerotyzowane. Kądziołki przędne otoczone są pierścieniem. Kądziołki pary przednio-bocznej mają pólka przędne podzielone na część środkową z jednym dużym gruczołem ampułkowatym większym i część boczną z u samic piętnastoma, a u samców mniejszą liczbą mniejszych gruczołów przędnych gruszkowatych. Kądziołki pary tylno-środkowej u samicy mają duży gruczoł ampułkowaty mniejszy, trzy bocznie położone gruczoły przędne groniaste i z tyłu położony gruczoł cylindryczny. U samca kądziołki tej pary mają tylko dwa bocznie położone gruczoły przędne groniaste i pozbawione są gruczołu cylindrycznego. Kądziołki pary tylno-bocznej mają cztery gruczoły przędne groniaste umieszczone w jednym szeregu, a u samic ponadto dwa większe gruczoły cylindryczne. Stożeczek jest rozwinięty.
Nogogłaszczki samców wyróżniają się na tle rodziny obecnością na rzepce apofizy retrolateralnej. Bulbus zawiera różnie wykształcone: zesklerotyzowaną część grzbietową, skleryt boczny i wyrostek proapikalny. Ta pierwsza część połączona jest wewnętrznie z embolusem, który może mieć rozdwojony wierzchołek. Samice cechują się torebką kopulacyjną zawierającą grzbietową płytkę zesklerotyzowaną, która może być mała lub powiększona i wówczas wyposażona w boczne, spłaszczone skrzydełka.

## Ekologia i występowanie
Rodzaj ten występuje endemicznie na Madagaskarze. Jego przedstawicieli spotyka się w pierwotnych górskich i nizinnych lasach deszczowych, lasach galeriowych, suchych lasach tropikalnych, madagaskarskich lasach ciernistych, górskich zakrzewieniach. Dwa gatunki znajdywano również w lasach zaburzonych ludzką działalnością.
Pająki te nie wykorzystują przędzy do chwytania ofiar, a jedynie do zwisania i budowy kokonów jajowych. Wyspecjalizowane są w polowaniu na inne pająki i potrafią pochwycić ofiarę swoich rozmiarów. Do wykrywania ofiary służą im powolne, koliste ruchy najdłuższej, pierwszej pary odnóży. Gdy wejdą w kontakt z pająkiem, wydłużone szczękoczułki są błyskawicznie prostowane do przodu i ofiara nadziewa się na nie. Później jeden szczękoczułek obniża się, a drugi pozostaje wyciągnięty z ofiarą nabitą na jego pazur jadowy. Dopiero gdy ta przestanie się poruszać, obniżana jest ku otworowi gębowemu. 
W trakcie zalotów obie płcie strydulują. W czasie kopulacji partnerzy zwróceni są ku sobie brzusznymi stronami ciała, ale przodami ciała w przeciwnych kierunkach. Samica nosi ze sobą kokon za pomocą trzeciej pary odnóży do czasu wylęgu młodych.

## Taksonomia
Rodzaj ten wprowadzony został w 2018 roku przez Hannę M. Wood i Nikolaja Scharffa. Wcześniej odpowiadający mu klad klasyfikowany był w obrębie rodzaju Eriauchenius, jako grupa gatunków Eriauchenius gracilicollis, a jego opis podała Wood w 2008 roku. Wyniki molekularno-morfologicznej analizy filogenetycznej wskazują, że rodzaj Madagascarchaea stanowi grupę siostrzaną dla kladu obejmującego rodzaje Eriauchenius i Afrarchaea.
Nazwa rodzajowa to połączenie nazwy wyspy (Madagascar) z nazwą nominatywnego rodzaju rodziny, Archaea.
Do rodzaju tego zalicza się 18 opisanych dotąd gatunków:

- Madagascarchaea ambre (Wood, 2008)
- Madagascarchaea anabohazo (Wood, 2008)
- Madagascarchaea borimontsina (Wood, 2008)
- Madagascarchaea fohy Wood et Scharff, 2018
- Madagascarchaea gracilicollis (Millot, 1948)
- Madagascarchaea griswoldi (Wood, 2008)
- Madagascarchaea halambohitra (Wood, 2008)
- Madagascarchaea jeanneli (Millot, 1948)
- Madagascarchaea lavatenda (Wood, 2008)
- Madagascarchaea legendrei (Platnick, 1991)
- Madagascarchaea lotzi Wood et Scharff, 2018
- Madagascarchaea moramora Wood et Scharff, 2018
- Madagascarchaea namoroka (Wood, 2008)
- Madagascarchaea rabesahala Wood et Scharff, 2018
- Madagascarchaea spiceri (Wood, 2008)
- Madagascarchaea tsingyensis (Lotz, 2003)
- Madagascarchaea vadoni (Millot, 1948)
- Madagascarchaea voronakely (Wood, 2008)